# Santa Maria degli Angeli (Assisi)
Santa Maria degli Angeli è una frazione del comune di Assisi, in provincia di Perugia, geograficamente situata a circa 4 km a sud rispetto alla cittadina, interamente sulla pianura della Valle Umbra, con una popolazione di 7 719 abitanti, che ne fanno la frazione più popolosa del comune.

## Storia

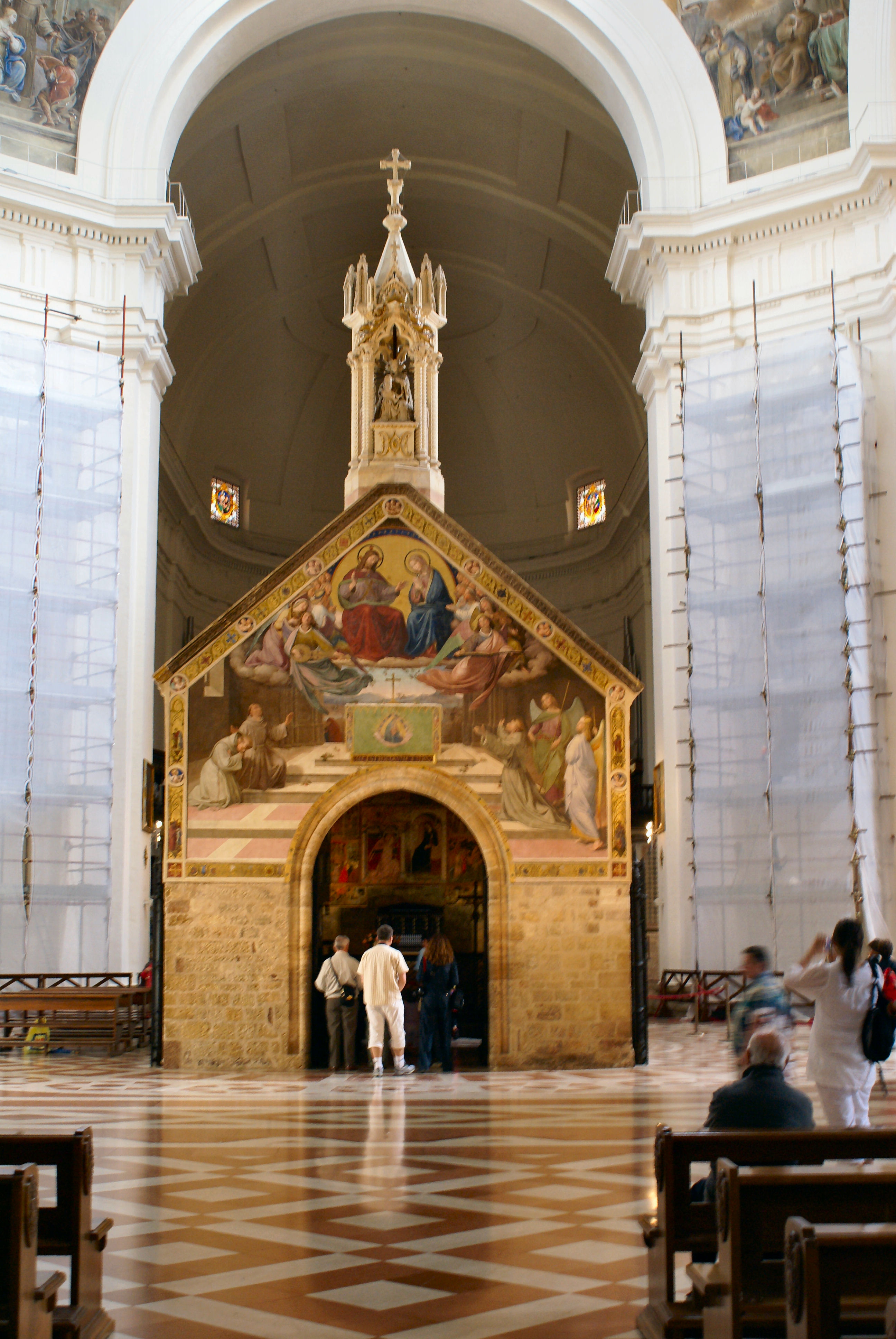
La Porziuncola vista dalla navata centrale della basilica.

Il paese prende il nome dall'omonima basilica cinquecentesca, che domina l'intera pianura ai piedi di Assisi.
Nel 576, in zona venne edificata una piccola cappella dai benedettini del Monastero di San Benedetto del Monte Subasio. Intorno al 1000, la zona era nota con il nome di Cerreto di Porziuncle, per via della presenza di una vasta zona boschiva. La cappella venne restaurata da San Francesco d'Assisi nel XII secolo, che vi morì nel 1226: da allora è identificata con il nome di Cappella della Porziuncola.
Alla chiesetta si aggiunsero poi un convento e alcuni piccoli oratori. Nel 1216, Francesco ricevette una visione nella quale Gesù gli comunicava che chiunque avesse visitato la chiesetta, debitamente confessato e comunicato, avrebbe ricevuto il perdono dei peccati. Papa Onorio III approvò tale indulgenza, e fissò nella data del 1 e 2 agosto di ogni anno la festa del Perdono, che continua a richiamare anche ai giorni nostri un gran numero di turisti religiosi.
Nella seconda metà del XVI secolo, papa Pio V fece innalzare una possente basilica, progettata da Galeazzo Alessi, a mo' di riparo per la piccola Porziuncola, oramai divenuta una affollata meta di pellegrinaggio.

## Economia
La principale industria del paese è rappresentata dal turismo, con un ingente numero di alberghi, pensioni, affittacamere (ca. 4.000 posti letto), utilizzati dai pellegrini che giungono in visita ad Assisi. Nel paese si trova la stazione ferroviaria di Assisi, lungo la linea Foligno-Terontola.
Vista l'impossibilità di sviluppo edilizio in prossimità del centro di Assisi, S. Maria degli Angeli rappresenta anche il nucleo industriale del territorio, con fonderie, industrie meccaniche, mobilifici ed industrie tessili.

## Monumenti e luoghi d'interesse

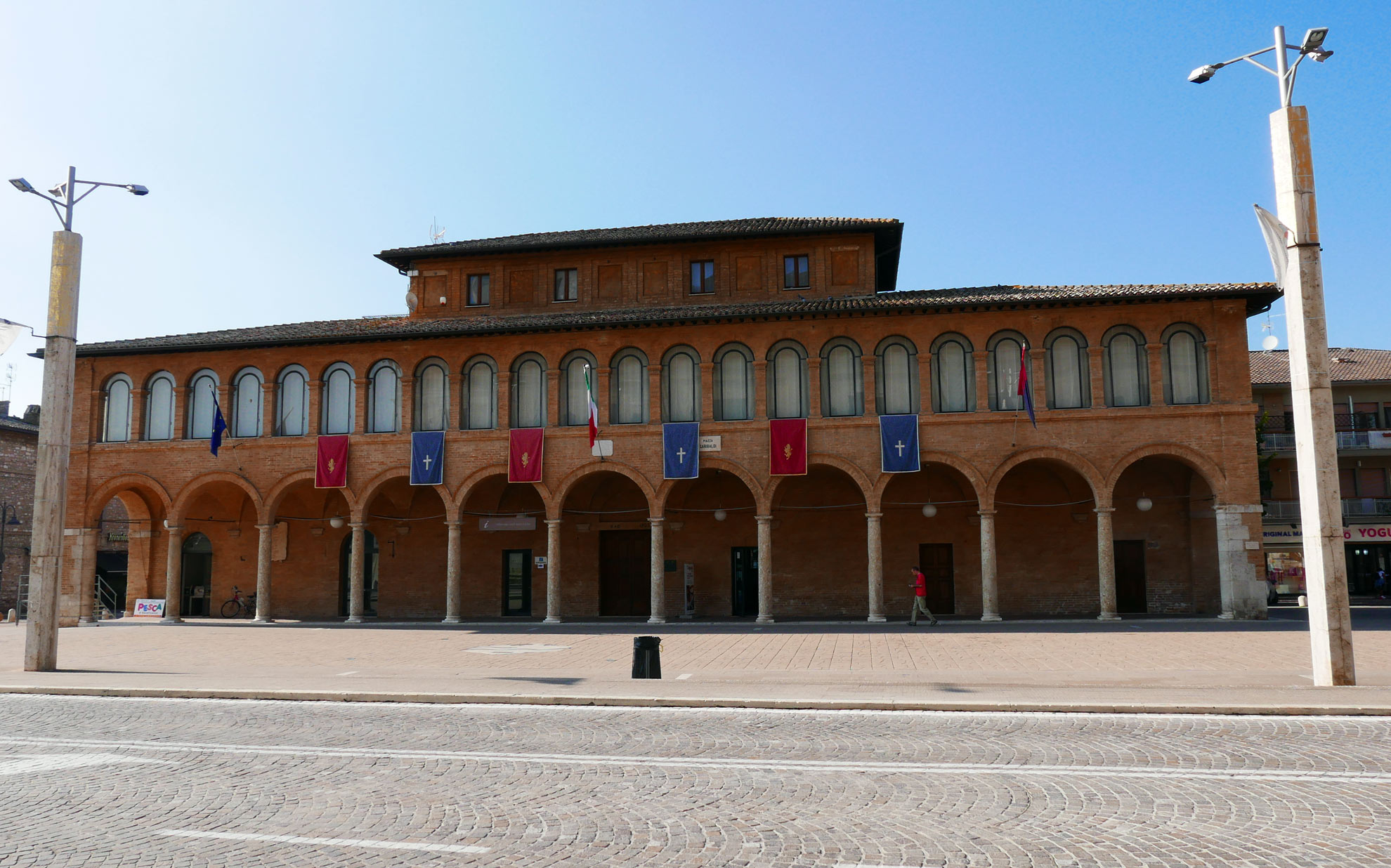
Il Palazzo del capitano del perdono

- Porziuncola (XIII secolo), una delle tre chiese restaurate da san Francesco, accanto alla quale egli morì;
- Basilica di Santa Maria degli Angeli (1684), imponente chiesa (126 × 65 m, con cupola alta 75 m) in stile baroccheggiante, progettata da Galeazzo Alessi;
  - Museo di Santa Maria degli Angeli
- Fontana delle Ventisei Cannelle (1610), fatta costruire sul fianco della basilica dalla famiglia Medici di Firenze;
- Palazzo del Capitano del Perdono (1617), situato a lato della basilica, è un palazzo a due piani, con una bella facciata caratterizzata da un doppio loggiato ad archi. Esso era la sede dell'omonimo ufficiale, preposto al controllo della folla di pellegrini che giungeva in occasione della festa del Perdono;
- Strada Mattonata (anni '90), sentiero monumentale di circa 3 km in mattoni che congiunge Santa Maria degli Angeli all'acropoli di Assisi, ricalcando il tracciato di un antico percorso;
- Teatro Lyrick (anni '90), moderno teatro da 1.000 posti (palcoscenico da 40 × 17 m), progettato dall'architetto Vincenzo Maia. Il Teatro è stato costruito all'interno di un edificio di Morandi (scuola Nervi) e ricavato nel complesso dell'ex-opificio chimico Montedison.

## Istruzione

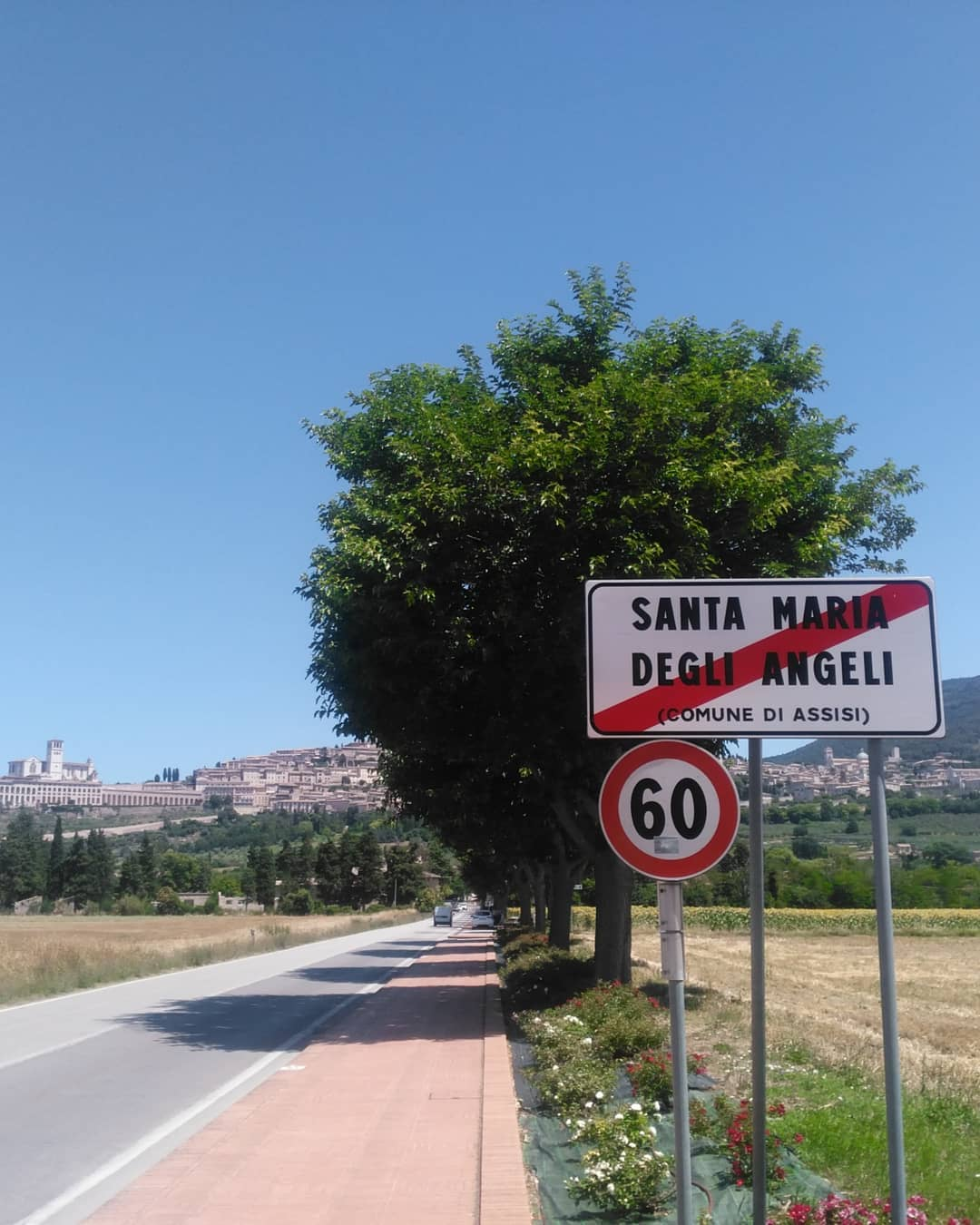
Strada pedonale verso Assisi.

- asili nido, asilo comunale e privato (Suore Francescane)
- scuola elementare tempo normale e tempo pieno
- scuola media inferiore
- ITIS (istituto tecnico industriale), Istituto Geometri, Ragioneria, Liceo Scientifico (Assisi - ann.convitto nazionale Principe di Napoli), Liceo Classico, Linguistico, socio-psicopedagogico (Assisi - Sesto Properzio), IPSSAR istituto alberghiero (Assisi)
- Università degli studi di Perugia-sede di Economia del Turismo

## Sport
Il sodalizio calcistico della frazione, ed il più importante di tutto il comune, è l'A.S.D. Angelana 1930, che vanta 13 apparizioni in Serie D nella sua storia.
Menzione obbligatoria anche per il calcio a 5 che dal 2014, si è affermato a livello nazionale. 
Con la vittoria della prima squadra maschile dell'Asd Angelana calcio a 5 e la promozione in Serie B, inizia il brillante percorso sportivo della società del Comune di Assisi, seguito dall'Under 21, importante vivaio per giovani promesse nel mondo del futsal. 
Nel 2015, si aggiunge un altro importante tassello a questo progetto, la nascita dell'Angelana calcio a 5 femminile che nel primo anno raggiunge risultanti importanti come la vittoria della fase regionale di Coppa Italia ed il Campionato regionale, partecipando così al Campionato di Serie A, come unica squadra nella provincia di Perugia.

### Impianti sportivi
- Bocciodromo professionistico (bocce);
- Piscina comunale coperta (nuoto);
- Stadio comunale "Maratona"(calcio);
- Palasir PalaIti (Pallacanestro, Calcio a 5, Pallavolo, Ginnastica e Pallamano);
- 3T Tennis Academy (tennis, piscina estiva, paint ball)
- Assisi Basket